# Jødernes emancipation i Europa
Jødernes emancipation i Europa betegner den udvikling fra anden halvdel af 1700-tallet til omkring 1. verdenskrig, hvor jøderne i Europa fra at være en udskilt gruppe med færre rettigheder og pligter end andre indbyggere i politisk og anden henseende blev ligestillet med de øvrige indbyggere i de enkelte lande. Emancipationen varierede fra land til land.
Emancipationen eller ligestillingen af jøder fremkaldte forskellige reaktioner såvel blandt jøderne som i den øvrige befolkning. En del ikke-jøder reagerede ved jødefjendskhed (antisemitisme), andre anså ligestillingen af jøder som et naturligt led i kampen for borgerrettigheder. Blandt jøderne var reaktionerne lige så varierende: nogle tilstræbte en sekularisering af jødedommens særlige ritualer og en tilpasning til det kulturelle og religiøse liv i værtsnationen, andre antog kristendommen, atter andre reagerede ved at prøve at opretholde jødedommens særlige kulturform ved at opretholde de jødiske ghettoer i storbyerne, og endelig krævede andre at jøderne skulle have deres egen stat på lige fod med andre nationer.

## Baggrund
Jøderne havde lige siden den første jødiske stats sammenbrud i 70 e.Kr. været spredt ud over det meste af den kendte verden: de boede i Afrika, Europa og Asien (en del i Mellemøsten) og efter Amerikas opdagelse begyndte jøder også at udvandre til Nordamerika og Sydamerika. Endnu til 1. verdenskrig fandtes langt den største del af den jødiske befolkning i Europa, især i Østeuropa, hvor de mange steder dannede egne samfund. I Vesteuropa var jøderne færre, men ofte i mere eller mindre lukkede samfund, i storbyer ofte i ghettoer. Undertiden som følge af tildelte rettigheder (således havde Christian 4. indkaldt jøder til bosættelse i hans nyoprettede byer, blandt andre Glücksburg, for at fremme disses økonomiske udvikling), i andre tilfælde for at kunne holde dem under kontrol. Kendetegnende var dog i almindelighed, at jøder ikke var ligestillede med de enkelte landes øvrige befolkning. Denne situation begyndte at ændre sig fra anden halvdel af 1700-tallet.

## Begyndelsen
Først i 1750 udstedte kong Frederik 2. af Preussen et toleranceedikt til jødernes fordel, men flere indskrænkninger varede ved. I 1755 udstedtes et lignende edikt i Østrig, og i 1781 tog kejser Josef 2. det første skridt til at forbedre jødernes stilling ved at give dem ret til fri religionsudøvelse og flere rettigheder. Samtidig udvidede han værnepligten til at omfatte jøderne, som hidtil var gået fri. Omtrent på samme tid havde de fremtrædende tyske forfattere Gotthold Ephraim Lessing og Christian W. Dohm gjort sig til talsmænd for jødernes sag, og blandt jøderne selv havde Moses Mendelssohn vakt opmærksomhed ved sin agitation for at frigøre jøderne fra den åndelige og materiel undertrykkelse. 1700-tallets tanker om frihed og lighed kom jøderne til stor nytte. I 1784 afskaffedes leibzoll (brødtold) i Lorraine og Alsace; i 1787 i Preussen og fra 1799 til 1803 i resten af de tyske stater. 1790-1791 fik jøderne borgerlige rettigheder i Frankrig, i Holland i 1796 og mellem 1808 og 1813 i det meste af de tyske stater. Sideløbende gik den åndelige bevægelse blandt jøderne i retning af roller i det offentlige liv, at nedbryde de barrierer, der adskilte dem fra de kristne, og de generelle religiøse indifferente holdning og det stærke rationalisme i den kristne kirke. Det fik mange jøder, især de mere veluddannede og velstående, til at afstå fra deres fædres tro og blive døbt. Hvad den langvarige forfølgelse ikke kunne det opnå gennemførtes i en kort periode af tolerance.

## Emancipationen i de enkelte lande

### Frankrig
Det i Paris den 9. februar 1807 samlede "Sanhedrin", som bestod af repræsentanter for jøderne i Frankrig og dets under fransk indflydelse stående naboområder, erklærede, at jøderne ikke gjorde krav på nogen særstilling i loven, men ønskede at stå under de almindelige retsregler, og at de ønskede at regne sig selv som tilhørende de bestemte etniske grupper, blandt hvilke de levede, såfremt de fik en civil og social ligestilling. Den frihed, som revolutionen havde givet jøderne, blev stadfæstet lovmæssigt i Frankrig ved forfatningen af 1814, og i 1831 fik de som de kristne kirker et statstilskud til deres gudsdyrkelse. I 1870 blev jøderne i Algeriet stillet på lige fod med de franske jøder.

### Holland og Italien
Også i Holland blomstrede den nyfundne frihed, mens den i Italien blev indskrænket igen, især i Modena, hvor endog en særlig dragt blev dekreteret for jøderne. I Rom blev ghettoen først åbnet i 1847, og fuld ligestilling blev først opnået i 1848 på Sardinien og i resten af Italien 1859-1870.

### Tyskland
Også i Tyskland kom en reaktion efter 1814, og jødernes frihed blev indskrænket, især i Preussen og Hannover, idet pøblens uvilje i 1819 i flere større byer udløstes i optøjer og mindre voldsepisoder. I 1828 skete et omslag, først i Württemberg. I 1833 fik jøderne statsborgerskab i Kurhessen, og 1830 blev på flere landdage gennemført en kamp for jødernes rettigheder mod modstand fra regeringerne og repræsentanter for adelen, indtil fuld ligestilling blev gennemført i 1848. Kun Mecklenburg beholdt de gamle begrænsninger, men de blev opgivet i 1867 efter Det Nordtyske Forbunds etablering. Senere udøvedes i flere tyske lande, men især i Preussen, som en konsekvens af antijødisk agitation, næsten systematisk tilsidesættelse af jøders muligheder for at besætte embeder i kontorer og helt udelukkede var jøder fra officersstillinger, så enhver jøde, der ønskede en offentlig karriere, næsten var tvunget til at lade sig døbe. I overklassen i samfundet gjorde der sig også en bestræbelse gældende for at udelukke jøder fra en selskabs-, klub-, forenings- (tilmed studenterforenings-) og badestedslivet.

### England
England gav allerede i 1723 jøderne retten til at eje fast ejendom, og i 1753 ville regeringen og parlamentet give dem borgerlige rettigheder, men måtte som et resultat af den offentlige mening afstå derfra. Ved valgreformen i 1832 fik jøderne politisk stemmeret. 1835-1845 fik de gradvist adgang til et offentlige embeder og endelig i 1858 efter ti års kamp adgang til Parlamentet. Mange jøder fik sæde der og ikke få blev adlede: siden 1885 blev jøder også arvelige peerer.

### Østrig-Ungarn
Østrig-Ungarn bibeholdt i det væsentligt ordningen af 1782. Man betragtede jøderne som blot "tålte", og søgte om muligt forhindre deres forøgelse ved at kompliceret indgåelsen af nye ægteskaber, hvorved man provokerede mange frie, men i virkeligheden uløselige forbindelser, ja, indskrænke de allerede vundne rettigheder. Jøder dog kunne erhverve adelsstilling og offentlige embeder. I 1846 ophævedes de hårdeste begrænsninger i Bøhmen og Ungarn men ikke i Galicien, hvor jøderne var de mest talrige. I 1848 annoncerede fuld ligestilling i hele Østrig. Efter reaktionens sejr skete et tilbageskridt i 1853, men i 1859 genoprettedes den ordning, som frihedsåret havde stillet i udsigt. Desuden fik jøderne i Ungarn, så snart landets forfatning i 1867 igen var trådt i kraft, den ligestilling, som det ungarske parlament i sommeren 1849 havde tilsikret dem. Disse vilkår blev ikke rystet trods den hårde antisemitisk agitation og trods gentagne forsøg på at anspore folk til fordomme mod jøder i form af falske beskyldninger om rituelle mord. I årevis havde antisemitterne under borgmester Luegers ledelse været rådende i Wien og efter evne stækket jøderne, men samtidig fik flere jøder plads og stemme i herrehuset, og 1907 indvalgtes 14 i repræsentanternes hus. I Ungarn kulminerede ligestillingsbestræbelserne med, at jøderne i 1895 formelt anerkendtes som selvstændigt trossamfund,, hvorfor overgang til jødedommen blev lovlig og ikke alt for sjældent forekom, omend ikke nær så almindeligt som jødernes overgang til kristendommen. Jøderne, som allerede i 1849 ivrigt gav sin støtte til Ungarns frihedskamp, havde senere oprigtigt tilsluttet sig ungarerne og mange gange i senere tid antaget ungarske navne, og to tredjedele af dem ansås at have ungarsk som modersmål, altså det sprog, som børnene fik deres undervisning på i hjemmet. Noget lignende gjaldt Bøhmen og Galicien, hvor mange jøder foretrak tjekkisk og polsk i stedet for det er almindeligt anvendte tyske sprog.

### Polen
Polens forfatning i 1791 indeholdt en bestemmelse om ligestilling af jøderne, og den blev fornyet i 1807, men ophævedes igen, da Polen i 1815 kom under Rusland. Først i 1862 fik de næsten fuldstændige borgerlige rettigheder, men led lige som deres kristne landsmænd betydeligt under russiske bureaukraters vilkårlighed.

### Rusland
Til Rusland kom nogle jøder under Peter den Store, men et tidligere forbud mod indvandring for jøder blev fornyet i 1743, hvorefter 35.000 blev deporteret. Under Katharina 2. fik de, på grund af oprindeligt polske provinsers indlemmelse i Rusland igen adgang til riget. Men flertallet levede i 15 provinser i Litauen og Ukraine, det såkaldte "jødisk territorium", med mange restriktioner, men i resten af riget kun takket være særlige privilegier. Flere gange som i 1835 blev jøder i tusindvis tvunget tilbage til området med dets dårlige forhold, når de vovede at bosætte uden for dette, selv om deres ophold der tolereres i mange år. Ligeledes blev bestemt i 1843, at de skulle bo mindst 50 km. fra grænsen under påskud af, at man ønskede at forhindre dem i smugleri, og selv om de siden 1827 skulle aftjene værnepligt (faktisk endnu højere grad end deres kristne landsmænd) og betale mange specielle afgifter, modtog de kun i beskedent omfang de modsvarende rettigheder. I 1847 pålagdes det dem at afskaffe deres traditionelle påklædning og hårskik og bruge russisk som sprog i deres økonomiske affærer, og man forsøgte på alle måder at trække dem væk fra deres lære og praksis (man tog endog sønnerne fra deres forældre for at opdrage dem til soldater). Under Alexander 2. blev deres vilkår mildere og flere forbedringer blev indført i deres juridiske status, blandt andet blev givet visse klasser af jøder (velhavende købmænd, videnskabsmænd, faglærte håndværkere og nedslidte soldater) frihed til at leve over alt i riget. Flere af disse fordele blev senere afskaffede eller beskårede og blev faktisk kun tomme løfter som følge af tjenestemændenes selvrådighed. Desuden skete kort tid efter Alexander 2.s død flere steder i det sydlige Rusland organiserede forfølgelser af jøder med mord og plyndringer, og snart der efter blev anlagte brandstiftelser i mange af Litauens jødiske kvarter. Derved omkom tusinder af jøder, og jøderne led store økonomiske tab. At disse forfølgelser fuldt så meget byggede på de kristne købmænds misundelse (jøder solgte deres varer til billigere priser) og bønderne fordommes og råhed, er sikkert, lige som at beskyldningerne mod jøderne var falske eller overdrevne (de kristne ågerkarle tog højere renter end de jødiske, og drukkenskab var større i de områder, hvor ikke-jøder holdt taverner). Men mest påfaldende var, at politi og militær i stedet for at gribe ind mod voldsmændenes overgreb snarere gjorde fælles sag med dem, og det var yderst vanskeligt at få grusomheder straffede eller erstatning for tab, efter som de overordnede myndigheder holdt en beskyttende hånd over embedsmændene. Ugerningernes virkelige anstiftere blev aldrig fundne, ej heller under de nye forfølgelser 1903-1906, og zar Nikolaj 2. benådede generelt lejlighedsvis de forbrydere, som endelig var blevet dømt og som regnedes som "sande russiske mænd." Forfølgelserne gav stødet til en stærk udvandring af jøder, for det meste til England og Nordamerika, på mindst 1,25 mio. mellem 1882 og 1, verdenskrig, men den jødiske befolknings fødselshyppighed mere end fyldte hullerne. I de sidste årtier inden 1. verdenskrig var der en noget større tilgang af jøder til universiteter og videregående skoler og jøderne, som tidligere var blevet lokket eller truet til at blive døbt, fik lov til at vende tilbage til deres gamle tro.

### Rumænien
Til Rumænien immigrerede i nyere tid en masse af jøder fra nord. Rumænske myndighederne og befolkningen forenes i at undertrykke dem. De blev pålagt værne- og skattepligt i lighed med resten af indbyggerne, men alle borgerlige rettigheder forholdt man dem, og med stor hårdhed håndhævede man restriktioner for deres adgang til både virksomhedsudøvelse og uddannelse for at holde dem nede og - i modsætning til stormagterne eneste betingelse i 1878 for godkendelse af Rumæniens suverænitet - at nægte dem civil lighed, under påskud af, at de var udlændinge, på trods af, at den oprindelige jødiske befolkning havde boet i landet i flere hundrede år. Som følge heraf fandt en betydelig udvandring sted fra Rumænien.

### Serbien og Burgarien
I Serbien og Bulgarien holdt man ærligt løfter fra 1878 uden at mærke den mindste ulejlighed af det.

### Det Osmanniske Rige
I Tyrkiet som i andre muslimske lande i Nordafrika og Lilleasien var jøderne ringeagtede som en underordnet race og ustandseligt tvunget til at lide vilkårlig og hån fra omgivelsernes side, men de var aldrig udsat for konstant forfølgelse eller begrænsning af næringslivet som i de kristne lande. I Tyrkiet blev deres position efterhånden væsentligt forbedret, og ikke få jøder fik offentlige embeder. En ny forfatning gav dem fuld civil ligestilling. For at højne jødernes sociale og kulturelle stilling i de under det osmanniske rige lydende lande gjordes store anstrengelser af den på fransk-jødisk initiativ stiftede og ledede Alliance israélite universelle.

### Danmark
Til Danmark blev i 1657 givet portugisiske jøder tilladelse til at komme for at drive handel, og et par år senere udvidet tilladelse til tyske jøder. I 1766 var der stadig færre end 130 jødiske familier i København, og resten af byerne var der kun et par stykker. I 1788 begyndte regeringen at rette opmærksomheden mod en forbedring af situationen for jøderne: de fik adgang til de lav og universiteter samt ret til at købe fast ejendom, og en forordning i 1814 gav dem borgerrettigheder og fastlagde deres retsstilling i almindelighed. Fordomme mod jøderne gav sig i 1813 udtryk i en pennefejde og i 1819 i "Jødefejden", en svag efterligning af bølleopstandene i Tyskland, men døde snart hen. Fra 1825 valgtes flere jøder til byråd, nogle jøder fik offentligt embede, og i 1834 fik jøderne valgret (men ikke ret til at stille op til valg) til stænderforsamlingerne. Grundloven af 1849 gav dem fulde politiske rettigheder i kongeriget, men i Hertugdømmet Slesvig bibeholdt man ved bekendtgørelse af 1854 mange af de gamle restriktioner indtil 1864. De fleste af jøderne levede i velstand og besad en respekteret position i samfundet; flertallet boede i Københavnsområdet. På Færøerne og Island var der ingen jøder.

### Norge
Som følge af forfatningens bestemmelser var det ikke tilladt jøder at bo i Norge 1814-1851 (selv om nogle var kommet dertil allerede i 1700-tallet). For denne bestemmelses ophævelse virkede især H. Wergeland. Den senere frie adgang bevirkede dog ikke nogen voldsom tilstrømning af jøder til Norge. Endnu år 1900 var i Norge kun 642 jøder.

### Finland
I Finland var de i Sverige før 1809 gældende regler om jødiske bosættelser og rettigheder stadig juridisk gyldige, hvorfor jøderne var ikke i stand til at nyde de borgerlige rettigheder, heller ikke generelt bosætte sig i landet. Der blev dog gjort undtagelser til fordel for jøder, der tilhørte det i landet udstationerede russiske militær, ved en regulering af 29. marts 1858. I henhold til dette havde jøderne i en ikke ringe udstrækning bosat sig i Finland (Helsinki, Turku, Tampere og Viborg). Sammenlagt blev det sandsynlige antal jøder i Finland anslået til 800-900 personer. Deres sociale status var ringe; de ernærede sig overvejende ved handel med brugt tøj og diverse kramvarer. Et af regeringen i 1881 udpeget udvalg udarbejdede et forslag til ændring af bestemmelserne om bosættelse af jøder i Finland, men endnu i 1910 havde det ikke båret frugt.

### Sverige
Om forekomsten af jøder i Sverige fra ældre tider haves kun sparsomme oplysninger. Under Gustav Adolfs regering gennemførtes i Linköping en retssag mod tre kendte judaister (kristne, som viste hældning mod den jødiske doktrin), som den 4. februar 1619 blev dømt til døden. Dronning Christina delte ikke tidligere tiders modvilje mod jøder, hun stod i livlig brevveksling med den lærde Rabbi Manasses Ben Israel i Amsterdam og havde som "Kungl. Resident" i Hamborg en anden jøde, Don Manuel Teixeira (den reelle grundlægger af Kungliga Biblioteket i Stockholms afsnit om hebraisk litteratur). Den 29. september 1681 blev to jøder sammen med deres koner og børn døbte i Stockholm med hele det kongelige hofs tilstedeværelse. Ikke længe efter som et resultat af kongelige breve af 3. og den 29. december 1685, forvistes alle jøder fra riget og ifølge kongelige resolutioner af 22. oktober 1723 og 1. august 1727 (den første blev udarbejdet på begæring af præsterne, sidstnævnte på bøndernes begæring) skulle alle "jøder, der går rundt i landet", arresteres og idømmes tvangsarbejde. Først under Gustav 3.s regering fandt en større tolerance anvendelse. Allerede under sit ophold i Paris i 1771, hvor det jødiske spørgsmål behandledes, erklærede han i et brev til sin mor at have indset fordelen for riget af de "så flittige mennesker som jøder kunne bosætte sig der", og han gav i 1779 sin tilslutning til de parlamentariske forslag til "almindelig religionsfrihed". Ved et reskript af 24. januar 1781 ophævedes flere af de ved de ovennævnte rigsdagsbeslutninger gjorte bestemmelser angående jøderne, og i det af Kommerskollegium den 27. maj 1782 udarbejdede "judereglementet" (jødeforordningen), som overvejende var gældende til 1838, fik jøderne ret til at bosætte sig i Stockholm, Göteborg og Norrköping, at der bygge synagoger og at sysselsætte sig ved visse særskilt angivne borgerlige næringsveje, men de fik forbud mod at deltage i rigsdagsmannavalg og at indgå ægteskab med andre end trosfæller. I Kommerskollegiets kundgørelser af 19. december 1806 og 31. august 1815 fastlagdes forbud for jøder mod indrejse i riget uden særlig kongelig tilladelse. Men ved kongelig forordning af 30. juni 1838 og i Kommerskollegiets cirkulære af 13. august samme år fik jøderne eller de mosaiske trosbekendere betydeligt større friheder, i hvilke dog skete nogen indskrænkninger som følge af den ophidselse i befolkningen (især i Stockholm), som forordningerne fremkaldte, ved kongelig kundgørelse af 21. september samme år, hvori blandt andet fastlagdes, at jøder kun med særlig kongelig tilladelse måtte bosætte sig andre steder i riget end i Stockholm, Göteborg, Norrköping eller Karlskrona. Denne indskrænkning blev ophævet den 9. november 1854, hvor efter de i Sverige fødte jøder fik ret til at "bosætte sig i hvilken som helst stad i riget ". I 1860 fik jøder, som var svenske medborgere, ret til at bosætte sig overalt i riget, både på landet og i byerne, og at besidde fast ejendom, i 1863 ret til at blive ansatte i visse dele af statstjenesten og i 1865 ret til at deltage i valget af rigsdagsmænd. Den fuldstændige ligestilling skete ved rigsdagsbeslutning den 16. februar 1870 med stor overvægt.

## Reaktioner på emancipationen

### Reformjøder
Blandt jøderne udviklerede sig i forlængelse af emancipationen en retning kaldet reformjøder, som især gjorde sig gældende i Tyskland og i Nordamerika, der udviste en tendens til at afvikle de mere specielle jødiske domstole og andre traditioner og i stedet efter kristent forbillede forny gudstjenesten med prædiken, orgel og lignende. En ekstrem gruppe ville endog afskaffe sabbatten og gøre søndagen til ny helligdag. Desuden mente de, at man burde opgive dogmet om jøderne som Guds udvalgte folk og i stedet udvikle en monoteisme, der ville være forenelig med kristendommen som grundlag for en ny, universel religion.

### Ghettotraditionalister
En anden retning, chasidim, bekendte sig der imod til traditionel jødedom og lagde særlig vægt på Talmud i dennes traditionelle form samt den mystiske kabbalah. Denne retning holdt fast i jøderne som en fra de omgivende samfund særskilt gruppe og valgte ofte en frivillig isolation i jødiske ghettoer, hvor det traditionelle religiøse og sociale liv bedre kunne fastholdes.

### Zionisme
En tredje retning reagerede på de forekomne tilfælde af antisemitisme med planer om, at den jødiske befolkning skulle udvandre fra Europa for at kunne fastholde jødedommen bedre end i et samfund med en anden kultur og religiøs kultur. En særlig gruppe inden for denne retning udgjordes af zionisterne, der så Palæstina som stedet, hvor en sådan jødisk stat kunne oprettes. I begyndelsen var en stor del af denne retning rettet mod dannelsen af landbrugskollektiver.

### Socialisme
En fjerde reaktion udgjordes af de jøder, som mere eller mindre vendte ryggen til traditionel jødedom og til religion i det hele taget. Disse jøder indtog en fremtrædende rolle i 1800-tallets socialistiske og kommunistiske bevægelser (Lassalle og Karl Marx). Deres mål var ikke jødisk nationalisme men fortrinsvis en social revolution, et mål som fandt sin udløsning i BUND og senere i Sovjetunionen.

### Antisemitisme
Blandt ikke-jøder var den almindelige opfattelse at se jødernes ligestilling som et led i kampen for almindelige borgerrettigheder. En mindre gruppe ikke-jøder udviste dog en modvilje imod jødernes ligestilling af forskellige grunde. Jøder indtog ofte en stilling som handelsmænd og håndværkere (især i Østeuropa), og især den fattigere del af den ikke-jødiske befolkning var derfor modtagelig over for påstande om, at jøder var skyld i (eller medskyldige i) deres egen fattigdom - en betragtning, der fandt støtte i det forhold, at nogle jøder formåede at opbygge store formuer. Især i Rusland gav antisemitismen sig udslag i pogromer, regulære forfølgelser og vold rettet imod jøder, jødisk ejendom og jødiske institutioner.
I Tyskland mærkedes også antisemitisme især fra 1933.